# غلوجة (خلخال)
غلوجة هي قرية في مقاطعة خلخال، إيران. عدد سكان هذه القرية هو 225 في سنة 2006.